# China Girl
China Girl är en sång skriven av David Bowie och Iggy Pop, under deras tid i Berlin. Den släpptes först på Iggy Pops album The Idiot, i mars 1977. David Bowie fick dock en större framgång med låten, då han släppte den på sitt album Let's Dance, i april 1983.
Bowie beslutade sig för att ta med China Girl på albumet då Pop befann sig i ekonomisk kris och var nära konkurs. Detta så att Pop kunde inkassera hälften av de royalties som sången inbringade. Bowies version gavs även ut som singel i maj 1983 med B-sidan Shake it. Singeln fanns även som picture disc.